# Jean Ier de La Marck
Pour les articles homonymes, voir Jean Ier.
 (octobre 2015).
Si vous disposez d'ouvrages ou d'articles de référence ou si vous connaissez des sites web de qualité traitant du thème abordé ici, merci de compléter l'article en donnant les références utiles à sa vérifiabilité et en les liant à la section « Notes et références ».
Jean Ier de La Marck, né en novembre 1410 et mort le 8 février 1470 (ou après 1480), fut seigneur d'Arenberg, seigneur de Sedan de 1440 jusqu'au 8 février 1470 ou 1480, d'Aigremont, de Neufchâtel, de Lumain et de Braquemont, seigneur de Daigny (1462) et chambellan du roi Charles VII. Il fut également le premier duc de Bouillon. 

## Biographie
Fils d'Évrard II de La Marck-Arenberg et de sa femme, Marie de Braquemont (1390 † 1415), il avait une sœur aînée, Elisabeth, mariée au comte Georges de Sayn-Wittgenstein.
Jean Ier épousa Anne de Virnembourg (1410- ?), fille de Rupprecht V, dont il eut 7 enfants, parmi lesquels :
- Évrard III, marquis de Mauny, seigneur d'Arenberg, dont la descendance continue la lignée d'Arenberg ;
- Louis (1425- ?), seigneur de Florenville, de Marcouf, de Pepinvast et Commendal, à l'origine de la lignée d'Aigremont, éteinte dans les mâles en 1617 ;
- Robert, seigneur de Sedan, de Florange et de Jametz ;
- Guillaume, dit "Le Sanglier des Ardennes" ;
- Jean, chanoine de Liège et archidiacre de Hainaut ;

L'évêque de Liège, Jean de Heinsberg, avait fait de lui le premier duc de Bouillon en 1456. Son fils Robert Ier lui succéda au trône de Sedan.